# Ellecourt
Ellecourt is een gemeente in het Franse departement Seine-Maritime (regio Normandië) en telt 134 inwoners (2005). De plaats maakt deel uit van het arrondissement Dieppe.

## Geografie
De oppervlakte van Ellecourt bedraagt 4,4 km², de bevolkingsdichtheid is 30,5 inwoners per km².
De onderstaande kaart toont de ligging van Ellecourt met de belangrijkste infrastructuur en aangrenzende gemeenten.

## Demografie
Onderstaande figuur toont het verloop van het inwonertal (bron: INSEE-tellingen).